# Умберту Коелью
Умберту Коелью (порт. Humberto Coelho, нар. 20 квітня 1950, Сідуфейта, Португалія) — португальський футболіст, що грав на позиції захисника. Виступав за національну збірну Португалії. По завершенні ігрової кар'єри — тренер.
Восьмиразовий чемпіон Португалії. 

## Клубна кар'єра
У дорослому футболі дебютував 1968 року виступами за лісабонську «Бенфіку», в якій провів сім сезонів, взявши участь у 189 матчах чемпіонату.  Більшість часу, проведеного у складі «Бенфіки», був основним гравцем захисту команди. За цей час п'ять разів виборював титул чемпіона Португалії. 1974 року визнавався футболістом року в Португалії.
Протягом 1975—1977 років захищав кольори команди клубу «Парі Сен-Жермен».
1977 року повернувся до клубу «Бенфіка», за який відіграв 7 сезонів. Граючи у складі «Бенфіки» знову здебільшого виходив на поле в основному складі команди. За цей час додав до переліку своїх трофеїв ще три титули чемпіона Португалії. Завершив професійну кар'єру футболіста виступами за команду «Бенфіка» у 1984 році.

## Виступи за збірну
1968 року дебютував в офіційних матчах у складі національної збірної Португалії. Протягом кар'єри у національній команді, яка тривала 16 років, провів у формі головної команди країни 64 матчі, забивши 6 голів.

## Кар'єра тренера
Розпочав тренерську кар'єру невдовзі по завершенні кар'єри гравця, 1985 року, очоливши тренерський штаб клубу «Салгейруш».
1986 року став головним тренером команди «Брага», тренував клуб з Браги лише один рік.
Згодом протягом 1997–2000 років очолював тренерський штаб збірної Португалії. На чолі збірної був учасником чемпіонату Європи 2000 року у Бельгії та Нідерландах, на якому команда дійшла до півфіналу.
2000 року прийняв пропозицію попрацювати у збірній Марокко. На чолі збірної був учасником Кубка африканських націй 2002 року у Малі. Залишив збірну Марокко 2002 року.
Протягом 2 років, починаючи з 2002, був головним тренером збірної Південної Кореї. Згодом очолював команду саудівського клубу «Аль-Шабаб».
Наразі останнім місцем тренерської роботи була збірна Тунісу, головним тренером команди якої Умберту Коелью був з 2008 по 2009 рік.

## Титули і досягнення
Гравець
- Чемпіон Португалії (8):

«Бенфіка»:  1968-1969, 1970-1971, 1971-1972, 1972-1973, 1974-1975, 1980-1981, 1982-1983, 1983-1984
- Володар Кубка Португалії (7):

«Бенфіка»: 1968-1969, 1969-1970, 1971-1972, 1979-1980, 1980-1981, 1982-1983, 1984-1985
- Володар Суперкубка Португалії (1):

«Бенфіка»:  1980
- Футболіст року в Португалії: 1974

Тренер
- Переможець Кубка Східної Азії: 2003